# Новогвинейские бандикуты
Новогвинейские бандикуты (Peroryctes) — род млекопитающих семейства Бандикутовые.

## Виды и распространение
В составе рода выделяются два вида:
- Гигантский бандикут (Peroryctes broadbenti)[2]. Является эндемиком юго-восточных районов Папуа — Новой Гвинеи. Вид находится в опасном состоянии ввиду быстрого сокращения популяции[3].
- Новогвинейский бандикут (Peroryctes raffrayana)[2]. Обитает в Индонезии и Папуа — Новой Гвинее на острове Новая Гвинея. Также встречается на острове Япен[4].

Представители рода обитают в густых, труднопроходимых горных лесах, встречаясь на высоте до 4500 м.

## Внешний вид
Размеры варьируют от небольших до крупных. Длина тела новогвинейского бандикута составляет 175-384 мм, хвоста — 110-230 мм, вес — 650-1000 г; длина тела вида лат. Peroryctes broadbenti — 394-558 мм, хвоста — 118-335 мм, вес — до 4,9 кг.
Морда удлинённая, заострённая. Уши закруглённые. Хвост покрыт прилегающими к коже волосами, иногда голый с чешуями. Волосяной покров длинный, мягкий. Спина серо-бурая или чёрно-бурая. Брюхо белое или оранжевое.

## Образ жизни
Ведут наземный образ жизни. Активность приходится на ночь. Предположительно питаются фруктами.

## Размножение
Экология рода, в том числе размножение, практически не изучены.